# Brigitte Regler-Bellinger
Brigitte Ingeborg Maria Regler-Bellinger geborene Regler (* 12. Februar 1935 in Augsburg), ist eine  deutsche Schriftstellerin.

## Leben und Werk
Brigitte Regler-Bellinger ist die Tochter von Josef Regler (1896–1982), der am Augsburger Rudolf-Diesel-Polytechnikum als Professor Mathematik und Physik lehrte. Ihre Mutter war Irene Regeler, geborene Detzner (1909–1999). Sie war bis zu dessen Tod im Juni 2020 mit Gerhard J. Bellinger verheiratet.
Regler besuchte nach Kriegsende die Maria-Theresia-Oberrealschule in Augsburg, wechselte 1951 für ein Jahr an das Real-Progymnasium in Frauenchiemsee und machte im Juli 1954 ihr Abitur am Mädchenrealgymnasium der Armen Schulschwestern in Garmisch-Partenkirchen. Im Anschluss studierte sie bis 1960 Germanistik, Romanistik und Geschichte sowie Kunst- und Musikwissenschaft an den Universitäten in Dijon, Paris und München. Nachdem sie 1962 das zweite Staatsexamen für das Lehramt an Gymnasien abgelegt hatte, wurde sie im Dezember 1964 aufgrund ihrer Dissertation über den französischen Schriftsteller und Maler Henri Michaux (1899–1984) an der Universität München zum Dr. phil. promoviert.
Von 1965 bis 1972 arbeitete sie als Verlagslektorin und zugleich als Herausgeberin kunstgeschichtlicher Sachbücher im Buch- und Kunstverlag Ettal. Danach zog sie von Bayern nach Nordrhein-Westfalen, wo sie als freischaffende Autorin und Herausgeberin Sachbücher zur Kunst- und Kulturgeschichte wie auch zur Literaturwissenschaft und Lyrik veröffentlichte. Aus ihrem Engagement in der Frauenbewegung sind zahlreiche Beiträge für Lexika, Sammelwerke, Festschriften und Zeitschriften entstanden.

## Veröffentlichungen (Auswahl)
- Formen der Aggressivität bei Henri Michaux. [1965], DNB 481307842 (Dissertation an der Universität München, 30. November 1965, 133 Seiten).
- Reuther. Buch-Kunstverlag, Ettal 1967 DNB 457908823 (französische Übersetzung 1968).
- Kind. Buch-Kunstverlag, Ettal 1970, ISBN 3-87112-002-2.
- Anrufe. Eine Spruchfolge. Buch-Kunstverlag, Ettal 1971, ISBN 3-87112-043-X.
- Knaurs Großer Opernführer. Droemer Knaur, München 1983; 12. Auflage 1995, ISBN 3-426-26100-6 (tschechische Übersetzung 1996).
- Internationales Musiktheater für Kinder und Jugendliche: Musikführer und Dokumentation zu 900 Opern, Operetten, Singspielen und Musicals sowie vielen anderen Formen. Haag und Herchen, Frankfurt am Main 1990, ISBN 3-89228-495-4.
- Knaurs Kulturführer in Farbe. München. Droemer Knaur, München 1991, ISBN 3-426-26341-6.
- Die Himmelsherrin bin ich. Gebete und Hymnen an Göttinnen aus allen Kulturkreisen der Erde von frühgeschichtlicher Zeit bis zur Gegenwart. Giesela Meussling, Bonn 1993; 2. Auflage 1995, ISBN 3-922129-24-2.
- Schwabings Ainmillerstraße und ihre bedeutendsten Anwohner. Ein repräsentatives Beispiel der Münchner Stadtgeschichte von 1888 bis heute. 2003, ISBN 3-8330-0747-8; 2. Auflage 2012, ISBN 978-3-8482-2883-6; E-Book: 2013, ISBN 978-3-8482-6264-9 (zusammen mit Gerhard J. Bellinger).
- Edgar Steiger 1858–1919. Leben und Werk des deutsch-schweizerischen Schriftstellers. Books on Demand, Norderstedt 2004, ISBN 3-8334-1738-2.
- Haiku. Annäherungen an ein japanisches Kurzgedicht. Books on Demand, Norderstedt 2007, ISBN 978-3-8334-7254-1; E-Book: 2011, ISBN 978-3-8423-2445-9.
- Wie ich wurde was ich bin: Begegnungen auf meinem Lebensweg. Books on Demand, Norderstedt 2017, ISBN 978-3-7448-1442-3.